# 米诺斯王宫中心
米诺斯王宫中心是青铜时代在克里特岛上建造的大型建筑群。它们通常被认为是米诺斯文明的标志，也是现代旅游目的地。考古学家普遍认为有五座建筑属于王宫中心，分别是克诺索斯、斐斯托斯、马利亚、加拉塔斯和扎克罗斯的王宫中心。米诺斯王宫中心由围绕开放式矩形中央庭院的多层翼楼组成。它们有共同的建筑设计和组织方式，包括独特的房间类型，如“净化池”和“柱厅”。然而，每座王宫中心都是独特的，并且在其生命周期中因不断改造而外观发生了巨大变化。
王宫中心的功能是米诺斯考古学中持续争论的话题。尽管现代人称为“王宫”，但普遍认为它们并非主要用作国王住所。已知王宫中心内包含神殿、公共节日的开放区域、工业作坊，以及大量农业剩余产品的储存库。线性文字A和线性文字B泥板的档案表明，它们在某种程度上是地方行政中心。
最早的王宫中心建于公元前1900年左右，是长期社会和建筑趋势的顶峰。这些最初的王宫中心在公元前1700年左右被地震摧毁，但以更宏大的规模重建，并在其他地点出现了新的王宫中心。公元前1450年左右，一波暴力破坏摧毁了除克诺索斯外的所有王宫中心，克诺索斯本身也在大约一个世纪后被摧毁。

## 名称
“王宫”(Palace) 一词由亚瑟·埃文斯引入，他将克诺索斯解释为“祭司-国王”的住所。尽管后来的研究者大多否定了埃文斯的解释，但这一术语仍被保留。然而，也有人提出了替代术语，如“庭院建筑”和“以庭院为中心的建筑”，这些术语从形式上描述了建筑，同时对其功能保持中立。米诺斯考古学中也有其他许多术语。例如，“净化池”一词常用来指代特定的建筑特征，即使学者们并不认为它们用于净化仪式。

## 建筑

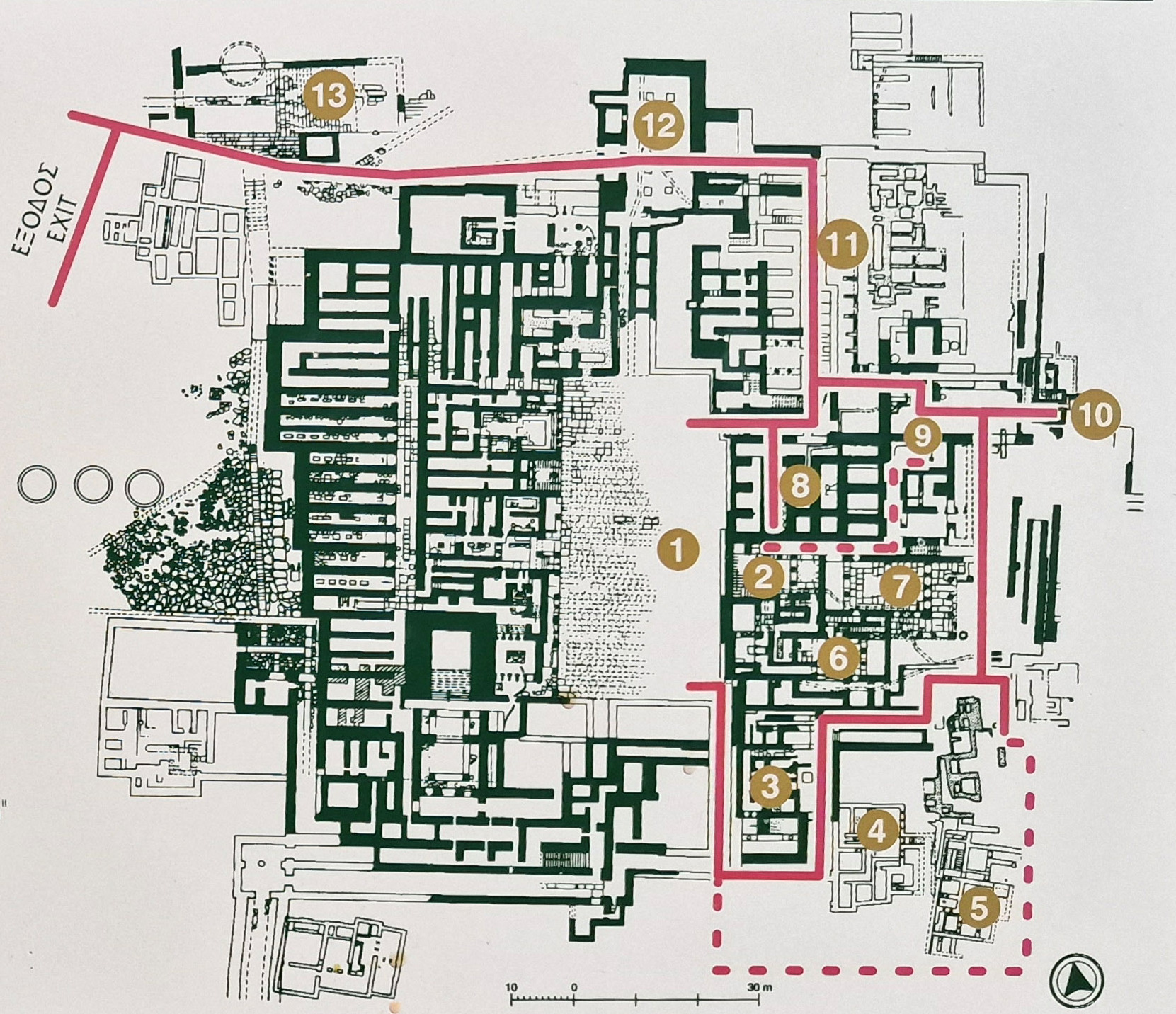
与其他王宫中心一样，克诺索斯王宫中心围绕一个开放的中央庭院（图中标记为1）组织。

米诺斯王宫中心的特征是其多层翼楼围绕矩形中央庭院的布局。除此之外，王宫中心还共享一套共同的房间类型、装饰风格和布局倾向的词汇。它们的平面图被描述为“迷宫般的”，走廊通常采取迂回的路线，即使是在共享墙壁的房间之间。它们在组织上有相似的趋势，例如主要储存库和工业区通常位于北部和西北翼。王宫中心通常位于较大定居点的中心，并不总是与城镇的其他部分有明显区分。
尽管有共同的建筑词汇，每座王宫中心都是独特的。例如，虽然王宫中心共享共同的整体组织，但它们的特定平面图是独一无二的。同样，虽然它们共享相同的比例，但大小差异很大。在新王宫中心时代，克诺索斯的面积是马利亚和费斯托斯的两倍，是加拉塔斯和扎克罗斯的三倍。王宫中心在其生命周期中也发生了巨大变化，许多最熟悉的特征仅在新王宫中心时代出现。

### 中央庭院
米诺斯王宫中心围绕一个矩形“中央庭院”组织。在每个王宫中心中，庭院的比例为2:1，较长的一边南北走向。这种朝向可以最大化阳光，并使西翼内立面的重要房间朝向日出。中央庭院通常与周围地形对齐，特别是与附近的神圣山脉对齐。例如，费斯托斯王宫中心与伊达山对齐，克诺索斯与尤克塔斯山对齐。克诺索斯、费斯托斯和马利亚的中央庭院面积几乎相同，约为24米×52米。扎克罗斯的中央庭院较小，约为12米×29米。
中央庭院用于仪式和节日。其中一种节日被认为在克诺索斯发现的《看台壁画》中描绘。一些王宫中心庭院中发现的祭坛表明还有其他类型的仪式活动。一些学者认为公牛跳跃会在庭院中进行，但其他人认为铺设的地面不适合动物或人，并且受限的入口会使表演远离公众视线。
西庭院“西庭院”是王宫中心主入口外的宽敞公共区域。与中央庭院不同，西庭院位于王宫中心封闭区域之外，因此更容易从下城进入。在原王宫中心时代，庭院周围有凸起的三角形通道和圆形石砌坑，发掘者将其称为“kouloures”，以克里特圆形糕点命名。Kouloures被解释为谷仓、蓄水池或神圣树木的种植坑。在新王宫中心时代，西庭院扩建时被移除。
西庭院毗邻王宫中心的纪念性西立面，后者高耸于其上。与近东的前身一样，西立面通过凹槽增强公共活动的视觉效果，形成所谓的“外观窗口”。西庭院被认为用于公共节日，与中央庭院的活动相比，后者观众更精英化。《神圣树林壁画》似乎描绘了克诺索斯的这种仪式，西庭院可通过通道识别。

### 大厅
米诺斯大厅被称为“米诺斯建筑的精髓”。通常位于王宫中心的北侧，它们由一个主房间、前厅和采光井组成。后者通过一系列安装在墩上的木门与主房间分隔，称为“墩门分隔”。通过打开或关闭门，居住者可以控制光线和气流，将大厅转变为室内或室外空间。
大厅本身发现的文物很少，几乎没有留下活动证据。然而，几个例子位于泥板档案附近，表明它们可能是官僚会议场所。

### 净化池

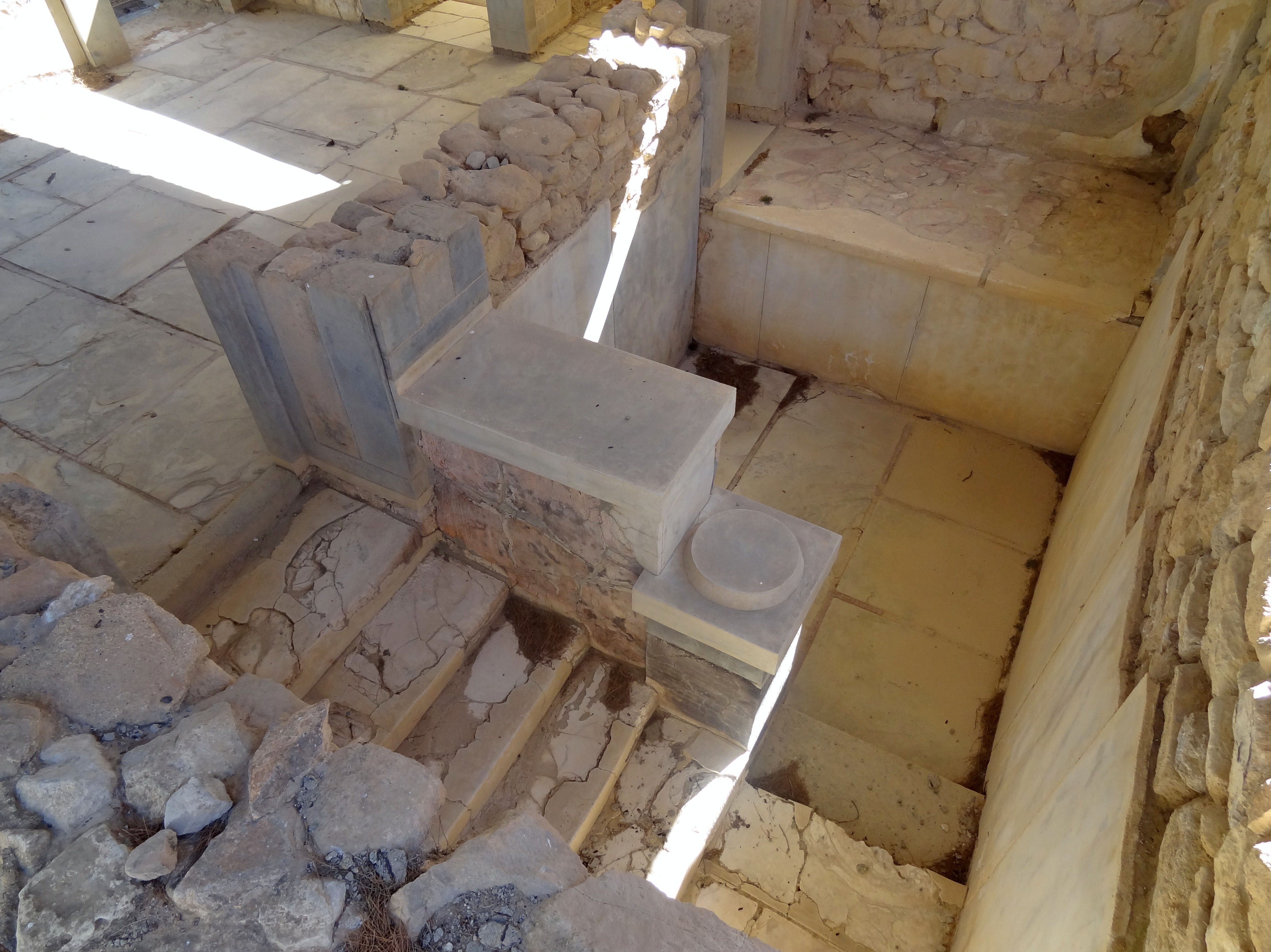
费斯托斯王宫中心的一个净化池。

净化池是沉入周围房间地板的小矩形室。通过L形楼梯进入，顶部开放，允许从上方观察居住者。每座王宫中心至少有一个净化池，费斯托斯有四个。
它们被认为用于仪式，特别是因为至少部分装饰有宗教主题的壁画。然而，其确切功能未知。“净化池”一词由亚瑟·埃文斯创造，他在克诺索斯的净化池中发现油膏瓶，推断其用于涂油仪式。后来的研究者将其解释为古典时代圣所的前身或入会仪式的场所。另一种假设认为它们是浴室，但它们缺乏排水系统且没有水蚀迹象。
净化池在新王宫中心时代初期（MM III，约公元前1750–1700年）的改造中被添加到王宫中心中。原王宫中心时代已有早期例子，但仅在新王宫中心时代成为常见并形成标准形式。它们在LM IB时期（约公元前1625–1470年）停止使用并被填平，同时岛上宗教实践也发生变化，山顶圣地被废弃。

### 柱厅
柱厅是小型暗室，中央有一个或多个方形柱子。这些柱子通常刻有双斧符号，有时伴有通道或盆，可能用于奠酒。它们通常位于靠近储存库的下层，通常直接位于祭祀室下方。它们有时被解释为人工神圣洞穴的类似物，崇拜通常集中在刻有双斧的石笋和钟乳石周围。与净化池一样，柱厅也出现在别墅中。但它们也出现在坟墓中，表明其仪式用途可能与死者有关。与净化池一样，这些房间在LM IB时期（约公元前1625–1470年）停止使用。

## 功能

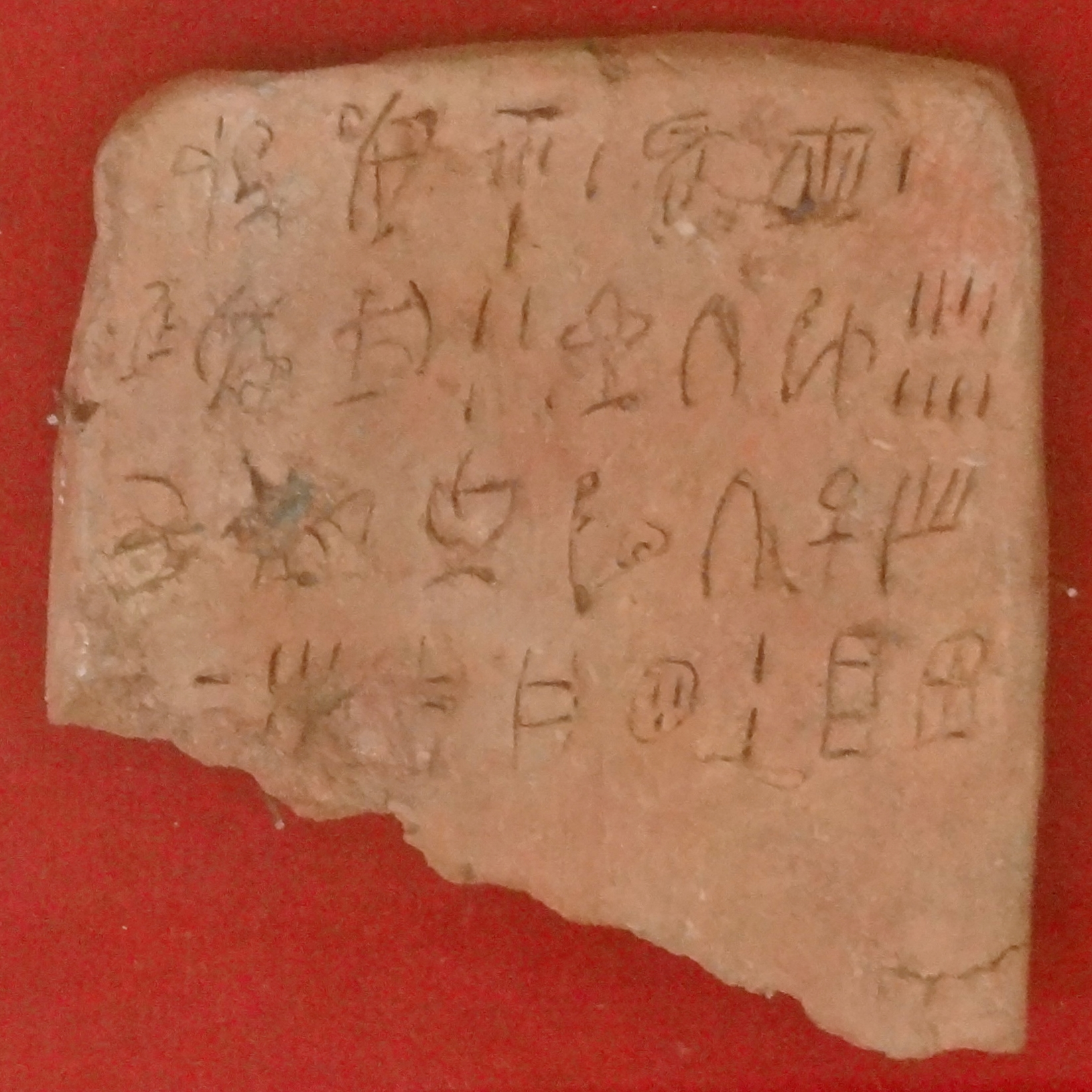
扎克罗斯王宫中心西翼的一块线性文字A泥板。

王宫中心传统上被视为政治、经济和宗教权威的所在地，主持再分配经济。因此，它们的发展通常被视为克里特岛社会分层和国家级社会形成的标志。尽管这一观点在学者中仍广泛存在，但也受到质疑。特别是，王宫中心的功能似乎因时间和地点而异，许多看似王宫中心的功能也在其他类型的建筑中进行。因此，王宫中心在米诺斯社会中的角色仍是学术争论的话题。
文字和封印通常被视为将王宫中心视为地区行政中心的证据。例如，克诺索斯的文件表明，它在原王宫中心时代管理大量羊群，并记录涉及无花果、橄榄、谷物和其他产品的交易。 后来的线性文字B文件记录了远超当地生存需求的农业剩余，例如来自“Da-wo”的96万升谷物。然而，文字和封印在王宫中心建造之前就已存在，且从未仅限于王宫中心。例如，费斯托斯王宫中心的行政官僚证据比附近阿基亚特里亚达的非王宫中心建筑少。同样，即使在王宫中心再分配有明确证据的时代，仍有王宫中心控制之外的经济活动。
与影响它们的近东建筑不同，米诺斯王宫中心不是安全的堡垒，至少部分对邻近城镇的居民开放。同样，近东社会有独立的王宫中心和神庙建筑，而米诺斯建筑没有这种明显区分。一些学者质疑这些功能是否真正集中在一座建筑中，或者我们是否从根本上误解了王宫中心。
同样，它们似乎不是国王或中央权威的所在地。新证据表明，王宫中心主要是与它们相关的许多商品的消费者而非生产者，例如卡马雷斯陶器，尽管王宫中心现场生产的证据有限。一个主要例外是在克诺索斯和费斯托斯发现的织机重物。
王宫中心的庭院通常被认为用于公共仪式，但这些仪式的性质未知。一种假设认为西庭院用于丰收节。这一观点主要基于将kouloures解释为谷物储存库。然而，这一解释受到质疑，因为kouloures缺乏保持谷物干燥所需的覆盖或衬里。
王宫中心有广泛的储存设施，用于农产品和餐具。大量高质量餐具储存在王宫中心中，通常在其他地方生产。例如，克诺索斯发现的卡马雷斯陶器可能产自梅萨拉。

## 历史发展
最早的王宫中心通常定年于MM IB时期，约公元前1925–1875年。它们的出现是长期社会和建筑趋势的突然顶峰，标志着“原王宫中心时代”的开始。原王宫中心时代的王宫中心在MM IIB末期（约公元前1700年）被地震摧毁。新王宫中心在MM III时期（约公元前1750–1700年）建造，标志着“新王宫中心时代”的开始，通常被视为米诺斯文明的成熟阶段。新王宫中心时代的王宫中心在LM IB末期（约公元前1470年）的一波暴力破坏中被摧毁。此后，只有克诺索斯在“单一王宫中心时代”继续使用，期间迈锡尼希腊精英统治该岛，形成混合的“迈锡诺斯”文化。克诺索斯王宫中心在大约一个世纪后的未知时间点被摧毁，标志着米诺斯王宫中心的终结。

## 前身

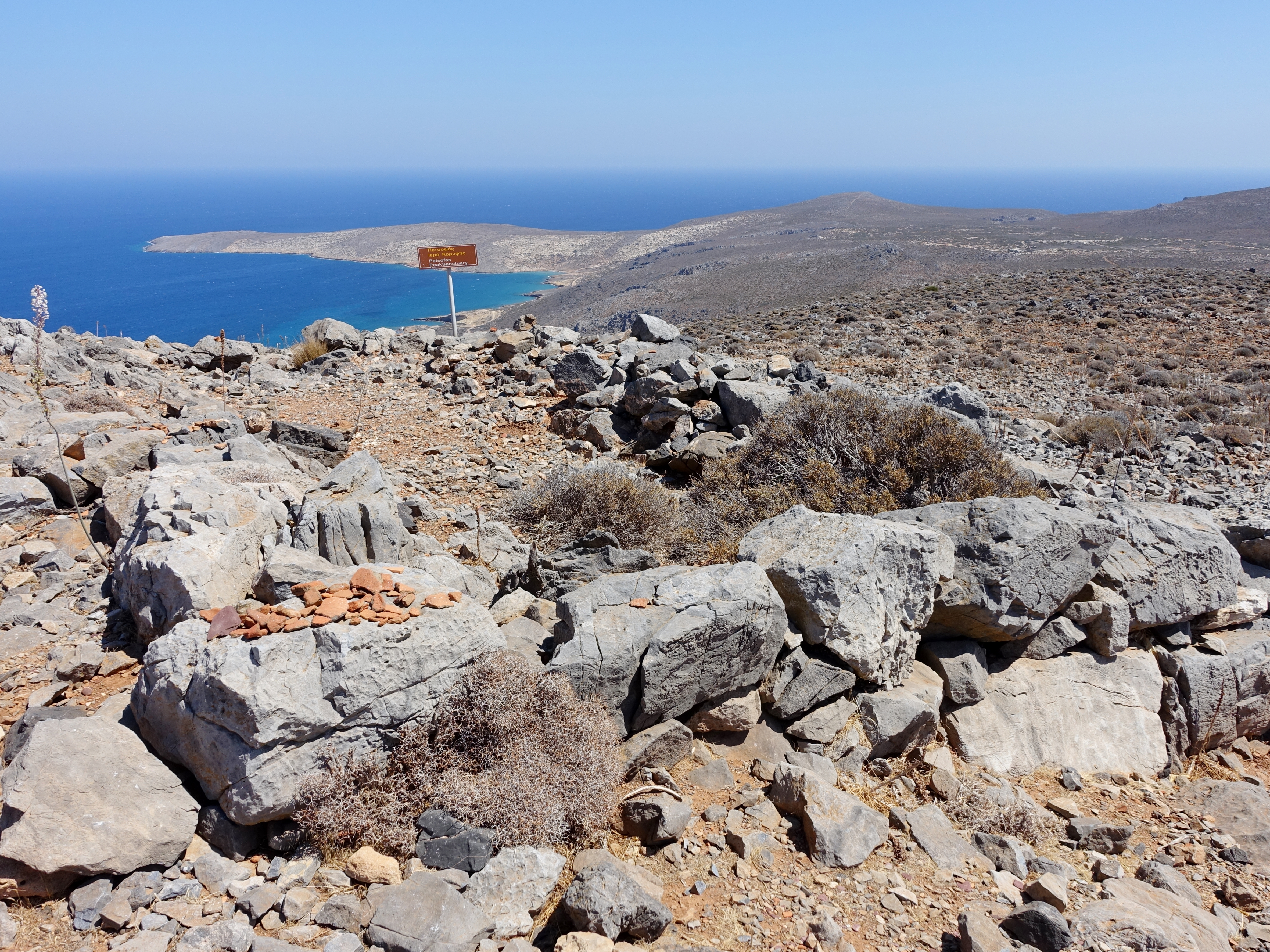
山顶圣地如佩特索法斯的圣地与王宫中心遗址同时建造，表明早期崇拜形式正在制度化和正式化。

王宫中心建造的地点长期以来一直是重要的公共空间。特别是，未来中央庭院和西庭院的区域在新石器时代就有公共宴会的证据。在早期米诺斯时期，这些区域部分梯田化，并在周围建造了纪念性建筑。这些早期建筑因后来的建设而被大部分摧毁，因此了解有限。然而，克诺索斯王宫中心区域各处发现了早期建筑的痕迹，包括一段可追溯到EM III（约公元前2200–2100年）的长墙，可能表明整个遗址的发展。在马利亚，早期遗迹足够重要，以至于一些考古学家认为EM III（约公元前2200–2100年）甚至EM II（约公元前2650–2200年）已有完整的王宫中心。
王宫中心遗址的这些早期发展与山顶圣地和神圣洞穴的类似建设同时发生。这些发展表明，王宫中心的建造是更广泛模式的一部分，早期传统被制度化，米诺斯社会中的特定群体控制了重要空间和活动。斯图尔特·曼宁的一项提议将这些社会发展归因于国际贸易的扩张和随后的收缩。在EM II（约公元前2650–2200年），米诺斯人与东地中海建立了经济联系，创造了通过进口奢侈品进行精英竞争的本地文化。当EM III（约公元前2200–2100年）国际贸易崩溃时，这些商品变得稀缺，增加了保留和控制它们的人的声望。

## 原王宫中心时代

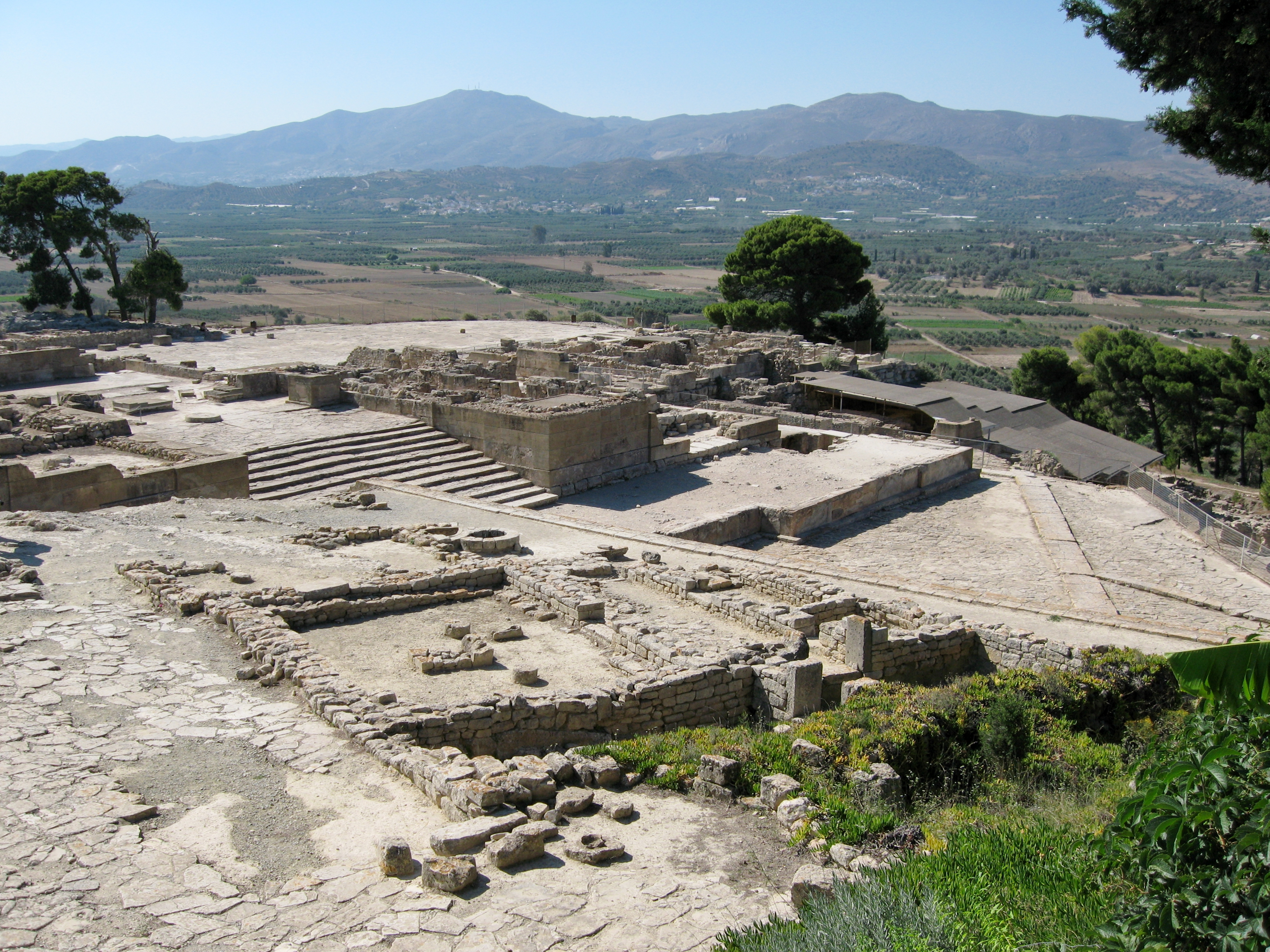
费斯托斯王宫中心提供了关于原王宫中心时代的最清晰证据。

最早的王宫中心通常定年于MM IB（约公元前1925–1875年）。在这个时代，只有三座已知的王宫中心，即克诺索斯、费斯托斯和马利亚的王宫中心。其中，费斯托斯提供了这一时期的最清晰证据，因为后来的改造掩盖了其他两处遗址的大部分证据。它们似乎受到近东纪念性神庙和王宫中心传统的影响，后者使用方石砌体来标志建筑的地位。然而，米诺斯人调整了风格以适应自己的目的。
原王宫中心时代的王宫中心是与周围城镇重大建设项目同时期的重大建筑成就。然而，它们比新王宫中心时代的后继者更小、更简单。它们采用方形套方形的布局，内部划分较少，可能缺乏后来的特征，如正交石和方石立面。这一时期的王宫中心也彼此差异更大。
克诺索斯和费斯托斯的原王宫中心时代王宫中心在MM IIB末期（约公元前1700年）被摧毁，可能是地震或暴力所致。

## 新王宫中心时代
在新王宫中心时代，克诺索斯、费斯托斯和马利亚的王宫中心被重建，并在扎克罗斯和加拉塔斯建造了新王宫中心。在克诺索斯，重建始于MM III（约公元前1750–1700年），即早期王宫中心被毁后不久。然而，这一时期的主要建设项目发生在LM IA（约公元前1700–1625年），费斯托斯可能直到那时才被废弃。
该时代的王宫中心比其前身更宏伟，内部更复杂。改造引入了更多的内部划分和走廊，用更清晰的布局取代了早期的笨重体量。内部也更宽敞，划分更通透，用柱廊和墩门分隔取代了早期的实墙。许多典型的王宫中心特征似乎来自这个时代，包括净化池和壁画。它们的风格比前身更加统一，使学者怀疑它们由同一团队建造。
新王宫中心时代的王宫中心在LM IB末期被摧毁，除克诺索斯外。在克诺索斯，下城被烧毁，但王宫中心本身没有。这些破坏归因于战争，无论是内部起义还是迈锡尼希腊人的外部攻击。

## 最终王宫中心时代
在最终王宫中心时代（LM II-IIIA，约公元前1470-1330年），克诺索斯被重建，而其他王宫中心成为废墟。在这个时代，克诺索斯由迈锡尼希腊精英统治，他们采用了本地米诺斯文化传统和大陆传统的混合。王宫中心中许多最著名的房间在这一时代形成最终形态，包括王座室和东翼的大部分住宅区。王宫中心广泛重新装饰，采用大陆迈锡尼图像学方面的新壁画。这些新壁画放弃了早期米诺斯的主题，如奇幻自然场景和狂喜仪式，取而代之的是八字形盾牌和贡品携带者的行列。然而，新统治者继续传统的克诺索斯公牛作为权力象征。公牛出现在这一时期保存下来的壁画的三分之一中，特别是在入口和更华丽的房间中。
在这一时期，行政记录用线性文字B保存，提供了王宫中心经济的快照。与广泛分布的线性文字A不同，大多数线性文字B铭文在克诺索斯发现，表明政治和经济权力的集中。泥板提到100个地名，似乎在经济上与克诺索斯相关。泥板记录了大量的商品，特别是绵羊和纺织品，还有谷物和其他农产品。数量远超当地生存所需，表明王宫中心管理了一个活跃的出口经济。
克诺索斯最终毁灭的日期不明。它似乎在LM IIIA1末期（约公元前1370年）被烧毁，可能在LM IIIA2末期（约公元前1330年）再次被烧毁。在其最后几年，可能在LM IIIB（约公元前1330-1200年），它部分恢复为仅实用的建筑。没有绘制新壁画，倒塌的柱廊和墩门分隔被最低限度的碎石墙取代。走廊被堵塞，优雅的房间改作储存用途，甚至添加的祭祀室也放在早期不会放置的区域。

### 王宫中心之后
米诺斯文明终结后，王宫中心的废墟在很长一段时间内仍清晰可见。在铁器时代早期，这些遗址成为露天祭祀场所，还愿物的沉积物即为证据。后来，在废墟中建造了小神庙，其中一些一直存续到罗马时代。虽然像菲斯托斯这样的王宫中心遗址上可能建造过私人住宅，但古典时期的克诺索斯城即使向周边大幅扩张，也从未侵占王宫中心遗址。尽管王宫中心遗址似乎被视为圣地，但废墟本身经常被开采作为再利用建材。

## 类王宫中心建筑
米诺斯考古学家通常只将五座建筑称为"王宫中心"。然而许多米诺斯建筑虽具备部分王宫中心特征，却缺乏其他关键元素。在研究米诺斯建筑时，约翰·麦克恩罗伊指出："'王宫中心式'与'非王宫中心式'的区分往往只是程度问题。"
佩特拉斯、佐明索斯、马克里贾洛斯、科莫斯、莫纳斯提拉基和阿尔哈内斯的纪念性建筑虽拥有中央庭院等王宫中心特征，但在形式和功能上与标准王宫中心模式不符。
在古尔尼亚，一座新王宫中心时期的宏伟建筑采用了包括公共庭院和方石立面在内的王宫中心特征，可能承担着与王宫中心类似的行政功能。但其布局和石砌工艺质量与标准王宫中心有所不同。
类似情况也出现在佩特拉斯的一座建筑上，它既融合了经典王宫中心特征，又吸收了早期地方建筑传统。这座多层建筑作为行政中心设有中央庭院和档案室，还配有瞭望塔等防御工事。其中央庭院最初仅6米×13米，后期更缩小至4.9米×12米。
在科莫斯，被称为T建筑的宏伟结构拥有铺砌的矩形庭院，周围环绕着与王宫中心相似的纪念性侧翼。其规模与菲斯托斯王宫中心相当，立面使用了米诺斯文明最大的方石。由于科莫斯被认为在政治上依附于菲斯托斯和圣特里亚达，这类王宫中心建筑的存在令人费解。 发掘者约瑟夫·肖如此描述：:{{{1}}}
像科莫斯这样规模较小、建筑朴素的城镇能否推动并维持如此庞大的结构？或许我们对王宫中心的理解存在偏差。它们可能并不如一般认为的那般稀有，服务的区域也没那么广大。又或者T建筑是王宫中心形式为商业用途所做的改造。

### 王宫中心化现象
新王宫中心时期，普通住宅开始采用米诺斯大厅、净身池和石匠标记等王宫中心建筑特征，这一趋势被称为"王宫中心化"。也有人提出"克诺索斯化"和"凡尔赛效应"等术语，不过尚不确定建造者是否特指模仿克诺索斯。虽然分布广泛，但王宫中心化住宅从未成为主流。大型聚落通常至少有一处王宫中心化住宅，但大多数房屋并未王宫中心化。